# Denis Johnson

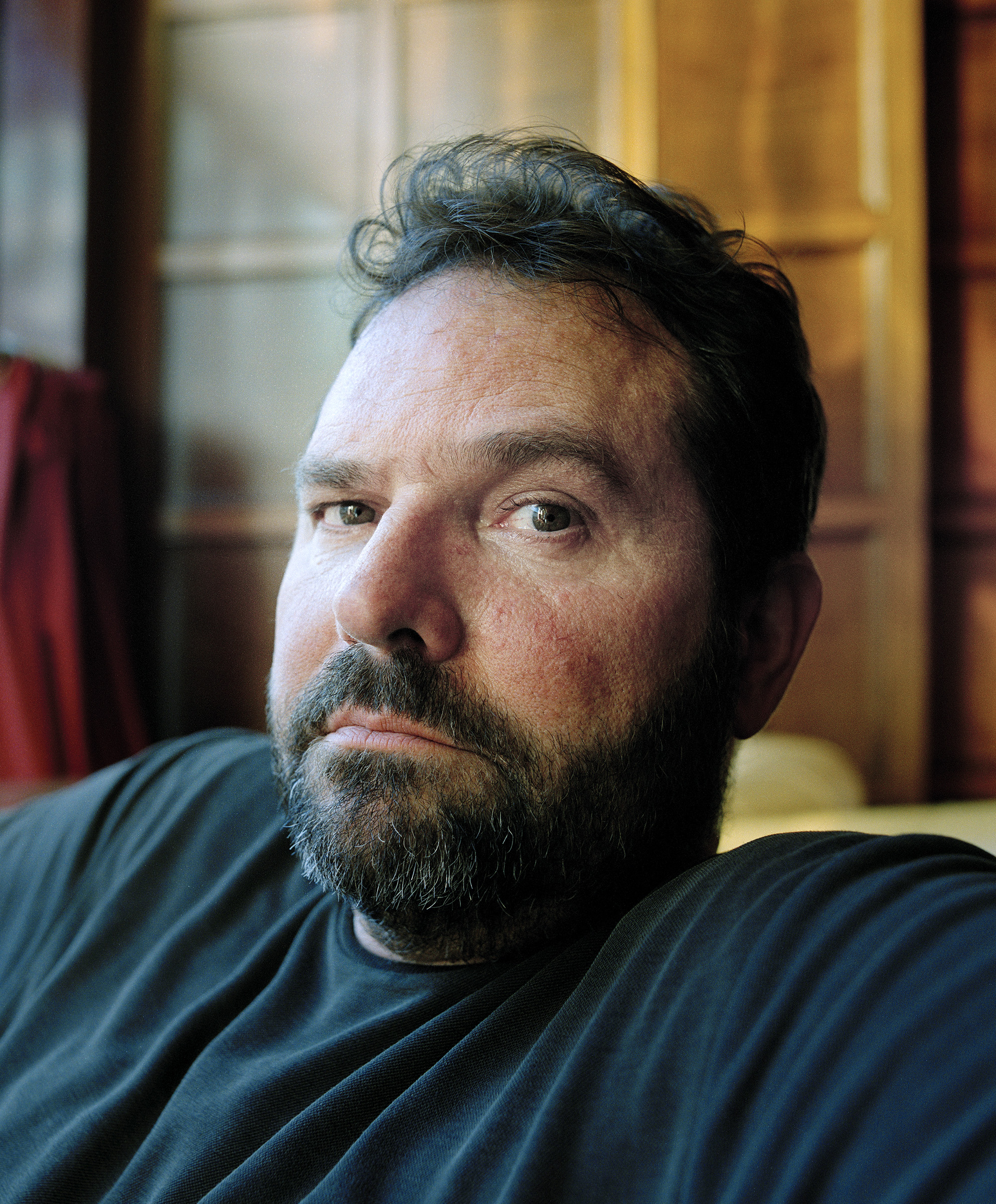
Denis Johnson fotografiert von Oliver Mark, Berlin 2003

Denis Hale Johnson (* 1. Juli 1949 in München; † 24. Mai 2017 in Sea Ranch, Sonoma County, Kalifornien) war ein amerikanischer Schriftsteller. Er gilt als einer der wichtigsten Schriftsteller der amerikanischen Gegenwartsliteratur.

## Leben
Der Sohn eines amerikanischen Geheimdienstoffiziers verbrachte seine Kindheit in Tokio, Manila (Philippinen) und Washington. Zuletzt lebte Johnson im nördlichen Idaho. Unter anderem schrieb er für The Paris Review und den New Yorker Reisereportagen.
Im Alter von vierzehn Jahren, damals auf den Philippinen lebend, machte Johnson erste Erfahrungen mit Drogen und begann seine erste Alkohol-Entziehungskur mit 21 Jahren. Gelegentlicher Heroin-Konsum folgte, vor allem aber setzte ihm die Alkoholabhängigkeit weiter zu. Er selbst sagte, unter anderem habe er Angst gehabt, keine Texte mehr schreiben zu können, wenn er einen langweiligen und nüchternen Lebensstil gehabt hätte.
Johnson war zweimal geschieden und in dritter Ehe mit Cindy Lee verheiratet. Er hatte drei Kinder.
Denis Johnson starb im Mai 2017 im Alter von 67 Jahren an den Folgen von Leberkrebs in Sea Ranch bei Gualala, Kalifornien.

## Werk
1969 erschien Johnsons erster Gedichtband.
1983 veröffentlichte er seinen ersten Roman, Angels, der ihm unter anderem die Bewunderung und Protektion von Don DeLillo eintrug.Beleg fehlt! David Foster Wallace nannte Angels „ein total amerikanisches Buch mit großartiger, wirklich großartiger Prosa“.
Den Durchbruch schaffte der Schriftsteller 1992 mit dem Kurzgeschichtenband Jesus’ Son. 1999 wurde dieser filmisch adaptiert.
2006 erschienen auf Deutsch drei Reportagen unter dem Titel In der Hölle. Blicke in den Abgrund der Welt. Diese wurden dem Band Seek: Reports from the Edges of America and Beyond entnommen. Bei den Texten handelt es sich um Berichte aus Liberia und Somalia, die im Auftrag des New Yorker entstanden sind.
2007 erhielt Johnson den National Book Award für seinen Roman Tree of Smoke. 2014 wurde er in die American Academy of Arts and Letters aufgenommen.
In deutscher Übersetzung erschienen die Werke von Denis Johnsons zunächst im Alexander Fest Verlag. Seit dessen Auflösung im Jahre 2002 erschienen die Werke – teilweise in neuer Übersetzung – im Rowohlt Verlag. Der Titel In der Hölle. Blicke in den Abgrund der Welt erschien 2006 zuerst im Tropen Verlag.

## Bibliografie (Auswahl)
- 1969 The Man Among the Seals (Gedichte)
- 1976 Inner Weather (Gedichte)
- 1982 The Incognito Lounge (Gedichte)
- 1983 Angels (Roman)
  - Engel der Hölle, dt. von Bernd Samland; Ullstein, Frankfurt am Main/Berlin 1985, ISBN 3-550-06111-0.
  - auch als: Engel, dt. Bettina Abarbanell; Fest, Berlin 2001, ISBN 3-8286-0167-7.
  - auch als Hörbuch: gelesen von Christian Brückner; Regie: Waltraut Brückner. Parlando, Berlin 2002, ISBN 3-935125-16-X.
- 1985 Fiskadoro (Roman)
  - Fiskadoro, dt. von Ute Spengler; Limes, Frankfurt am Main/Berlin 1990, ISBN 3-8090-2288-8.
- 1986 The Stars at Noon (Roman)
- 1987 The Veil (Gedichte)
- 1991 Resuscitation of a Hanged Man (Roman)
  - Wiederbelebung eines Gehängten, dt. von Werner Schmitz; Suhrkamp, Frankfurt am Main 1994, ISBN 3-518-40587-X.
- 1992 Jesus’ Son (Erzählungen)
  - Jesus’ Sohn, dt. von Herbert Genzmer, Suhrkamp, Frankfurt am Main 1995, ISBN 3-518-11972-9.
  - auch als Hörbuch (Auswahl), gelesen von Christian Brückner; Regie: Waltraut Brückner. Parlando, Berlin 2006, ISBN 3-935125-54-2.
- 1996 Already Dead: A California Gothic
  - Schon tot, dt. von Bettina Abarbanell und Fritz Mergel, Fest, Berlin 2000, ISBN 3-8286-0121-9.
- 2000 The Name of the World (Roman)
  - Der Name der Welt, dt. von Thomas Überhoff; Rowohlt, Reinbek bei Hamburg 2007, ISBN 3-498-03230-5.
  - auch als Hörbuch: gelesen von Christian Brückner; Regie: Waltraut Brückner. Parlando, Berlin 2007, ISBN 3-935125-76-3.
- 2001 Seek: Reports from the Edges of America and Beyond (Reportagen)
  - In der Hölle. Blicke in den Abgrund der Welt, dt. von Bettina Abarbanell; Tropen, Berlin 2006, ISBN 3-932170-90-3.
- 2003 Train Dreams (Novelle)
  - Train Dreams, dt. von Bettina Abarbanell; Mare, Hamburg 2004, ISBN 3-936384-15-0
  - auch als Hörbuch: gelesen von Christian Brückner; Regie: Waltraut Brückner. Parlando, Berlin 2004, ISBN 3-935125-37-2.
- 2007 Tree of Smoke (Roman)
  - Ein gerader Rauch, dt. von Bettina Abarbanell und Robin Detje; Rowohlt, Reinbek bei Hamburg 2008, ISBN 978-3-498-03222-7.
- 2009 Nobody Move (Roman)
  - Keine Bewegung!, dt. von Bettina Abarbanell; Rowohlt, Reinbek bei Hamburg 2010, ISBN 3-498-03234-8.
- 2014 The Laughing Monsters (Roman)
  - Die lachenden Ungeheuer. Übersetzung Bettina Abarbanell. Rowohlt, Reinbek bei Hamburg 2017, ISBN 978-3-498-03342-2.
- 2018 The Largesse of the Sea Maiden (Erzählungen aus dem Nachlass)
  - Die Großzügigkeit der Meerjungfrau und andere Erzählungen. Aus dem Englischen von Bettina Abarbanell. Rowohlt, Reinbek bei Hamburg 2018, ISBN 978-3-498-07399-2.

### e-Books
- 2017 Fünf Hinrichtungen und ein Barbecue, dt. von Bettina Abarbanell; Rowohlt Rotation, ISBN 978-3-644-00080-3.